# Этельгард
Этельгард (Этельхард; англ. Æthelheard; умер 12 мая 805) — 14-й архиепископ Кентерберийский (793—805).

## Биография
Сведений о рождении и жизни до посвящения на архиепископскую кафедру Кентербери сохранилось мало. Спустя несколько веков после смерти Этельгарда он был упомянут как аббат монастыря Хлуденсис, но точно установить местонахождение этого монастыря невозможно. Наиболее вероятными местами считаются Лаут в Линкольншире, Лидд и Ладдесдаун в Кенте, а также Малмсбери в Уилтшире.
Посвящён на Кентерберийскую архиепископскую кафедру 21 июля 793 года, видимо, при поддержке короля Мерсии Оффы, который находился в конфликте с предшественником Этельгарда на архиепископской кафедре, Янбертом. Одним из следствий этого конфликта стало создание альтернативной архиепархии Личфилда в результате устремлений Оффы к созданию единой мерсийской кафедры, независимой от кентерберийской церковной провинции.
Этельгард унаследовал архиепархию от своего предшественника разделённой, в его юрисдикции находились только епархии Лондона, Уинчестера, Шерборна, Рочестера и Селси. Обряд посвящения Этельгарда в архиепископа Кентерберийского исполнил архиепископ Личфилда Хигберт, что, по всей видимости, создало дополнительные проблемы в отношениях Этельгарда с духовенством Кента, и без того раздражённым необходимостью подчиняться мерсийскому архиепископу.
В 796 году в Кенте начался мятеж знати во главе с Эдбертом Праеном, который не только принадлежал кентскому королевскому дому, но также являлся священнослужителем. Этельгард лишил мятежника сана и отлучил его от церкви, но в итоге был вынужден бежать, вопреки настояниям находившегося при дворе Карла Великого Алкуина, который считал недопустимым подобное пренебрежение архипастырским долгом. Король Оффа умер 26 июля 796 года, его преемник Экгфрит правил недолго и умер 13 декабря того же года. Трон Мерсии перешёл к Кенвульфу, который сумел подавить мятеж после пленения Эдберта в 798 году.
Участие Этельгарда в подавлении мятежа и его тесное сотрудничество с королём Кенвульфом повысило престиж Кентерберийской архиепископской кафедры, которой новый монарх вернул недвижимость, отобранную Оффой. В 798 году Кенвульф направил письмо Папе Льву III с просьбой отменить прежнее решение о разделе Кентерберийской епархии. Прошение было поддержано аббатом Вада, совершившим поездку в Рим, и архиепископом Йоркским Энбальдом II. 
В середине 801 года Этельгард отправился в Рим и 18 января 802 года получил от Папы Льва III привилегию с подтверждением прав Кентерберийской архиепархии на все епископские кафедры, когда-либо находившиеся в её юрисдикции. 12 октября 803 года решение Папы Римского было поддержано очередным Советом Кловешо, который постановил, что впредь ни церковная, ни государственная власть не должны посягать на честь престола Святого Августина, и отменил решение Папы Адриана I о разделе как основанное на ложных предпосылках, а также лишил Хигберта паллиума, хотя Алкуин считал такое унижение излишним.
Старейшим из дошедших до наших дней официальных документов о принятии епископами обетов верности Кентерберийскому архиепископу является такой обет епископа Линдси Эдвульфа от 796 года. Документ также свидетельствует об ослаблении позиций архиепископа Личфилда Хигберта сразу после смерти короля Оффы, поскольку епархия Линдси находилась в его юрисдикции.
Этельгард умер 12 мая 805 года, впоследствии канонизирован.